# Trap (2022)
Trap ist ein russisch-litauischer Kurzfilm unter der Regie von Anastassija Weber aus dem Jahr 2022. Der Film feierte am 11. Februar 2022 auf der Berlinale seine Weltpremiere in der Sektion Berlinale Shorts.

## Handlung
Sascha trainiert im Olympiakader und versucht, seinem Teamkollegen die Freundin abspenstig zu machen. Mit seiner Schwester Marina feiert er die Nächte durch und sucht den Exzess. Wenn Marina zu weit geht, kann sie sicher sein, dass Sascha sich um sie kümmert. Der Film ist wie ein Reigen angelegt und fängt das Lebensgefühl junger Erwachsener in Russland ein. Die Pole Feiern bis zur Ekstase und Drill, Polizeikontrollen und der Wunsch, füreinander da zu sein, bestimmen ihr Leben. Es ist geprägt von Schmerz und Wut, selten von Liebe. Die gegenwärtigen Herausforderungen, denen junge Menschen heute überall ausgesetzt sind, setzt die Regisseurin in den russischen Kontext und zeigt, was ein Leben in einem repressiven Staat bedeuten kann. Von daher haben die Einzelschicksale einen repräsentativen Stellenwert.

## Produktion

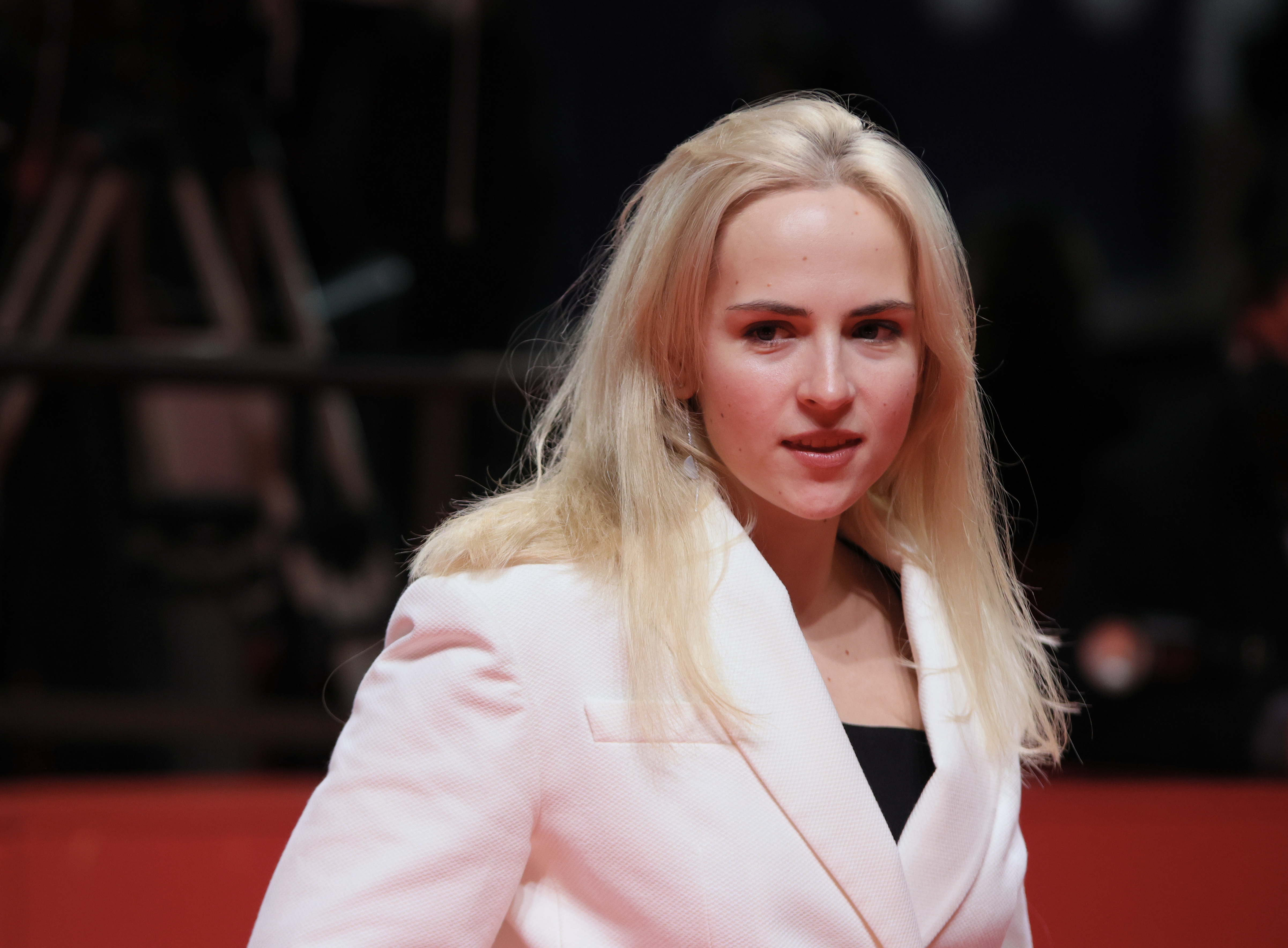
Regisseurin Anastassija Weber, Berlinale 2022

### Titel
Die Regisseurin teilte mit, der Titel des Films sei keine Anspielung auf den gleichnamigen Musikstil und stehe auch nicht nur vor dem Hintergrund der Wortbedeutung Käfig, Falle. Vielmehr bedeute Trap einen bestimmten „Lebensstil und eine Art, sich extrem zu fühlen, die von vielen jungen Menschen in jeder Ecke Russlands gelebt wird.“

### Filmstab
Regie führte Anastassija Weber, von der auch das Drehbuch stammt. Die Kameraführung lag in den Händen von Anton Gromow und Jegor Sewastjanow, die Musik komponierte Bchima Junussow und für den Filmschnitt waren Konstantin Korjagin, Dmitri Nowikow und Anastassija Weber verantwortlich.

### Produktion und Förderungen
Produziert wurde der Film von Anastassija Weber und Anastassija Braiko.

### Dreharbeiten und Veröffentlichung
Der Film feierte am 11. Februar 2022 auf der Berlinale seine Weltpremiere in der Sektion Berlinale Shorts.

## Auszeichnungen und Nominierungen
- 2022: Internationale Filmfestspiele Berlin
  - Auszeichnung mit dem Goldenen Bären für den Besten Kurzfilm[3]